# Callicarpa siongsaiensis
Callicarpa siongsaiensis là một loài thực vật có hoa trong họ Hoa môi. Loài này được Metcalf mô tả khoa học đầu tiên năm 1932.